# 音楽の世界
『音楽の世界』（おんがくのせかい）は、NHK教育テレビジョンで1972年4月8日から1977年3月17日まで放送されていた中学生・高校生向けの学校放送（教科：音楽）である。

## 放送時間
いずれも日本標準時、別の時間帯での再放送あり。
| 期間                          | 放送時間                                             |
| ----------------------------- | ---------------------------------------------------- |
| 1972年4月8日 - 1973年3月13日  | 火曜日 14:20 - 14:40                                 |
| 1973年4月12日 - 1977年3月17日 | 木曜日 15:15 - 15:35 1973年3月までは再放送枠だった。 |

## 出演者
- 石丸寛[1]
- 小泉文夫
- 西口久美子（1975年4月 - 1977年3月）